# Giovanni Cristiano del Palatinato-Sulzbach
Giovanni Cristiano Giuseppe del Palatinato-Sulzbach (Sulzbach, 23 gennaio 1700 – Sulzbach, 20 luglio 1733) è stato duca del Palatinato-Sulzbach.

## Biografia
Era il secondo figlio del duca Teodoro Eustachio del Palatinato-Sulzbach (1659-1732) e di sua moglie Maria Eleonora d'Assia-Rotenburg (1675-1720). Suoi fratelli furono Giuseppe Carlo del Palatinato-Sulzbach e la badessa Francesca Cristina del Palatinato-Sulzbach
Alla morte del duca Cristiano Augusto del Palatinato-Sulzbach, si crearono nuovi conflitti tra la casata del Palatinato-Sulzbach e quella del Palatinato-Neubuerg, in quanto quest'ultima pretendeva l'eredità della prima. Nel frattempo, la reggenza era passata temporaneamente a Teodoro Eustachio del Palatinato-Sulzbach ed era chiaro che la reggenza sarebbe passata poi al figlio maggiore Giuseppe Carlo. La morte improvvisa di quest'ultimo nel 1729, però, permise a  Giovanni Cristiano di ottenere l'eredità paterna.
Nel 1722 sposò Maria Henriette de La Tour d'Auvergne, pronipote del maresciallo di Francia Henri de La Tour d'Auvergne, visconte di Turenne e nel 1724 da questa unione nacque Carlo Teodoro, che gli succederà in occasione della sua prematura morte nel 1733.

## Discendenza
Giovanni Cristiano Giuseppe e Maria Henriette ebbero un figlio:
- Carlo Teodoro (1724-1799).

## Ascendenza
|                                             |                           |                                                   | Genitori                            |  |  | Nonni |  |  | Bisnonni                       |  |  | Trisnonni                            |  |
|                                             |                           |                                                   |                                     |  |  |       |  |  | Augusto del Palatinato-Neuburg |  |  | Filippo Luigi del Palatinato-Neuburg |  |
|                                             |                           |                                                   |                                     |  |  |       |  |  | Augusto del Palatinato-Neuburg |  |  | Filippo Luigi del Palatinato-Neuburg |  |
|                                             |                           | Anna di Jülich-Kleve-Berg                         |                                     |  |  |       |  |  | Augusto del Palatinato-Neuburg |  |  |                                      |  |
| Cristiano Augusto del Palatinato-Sulzbach   |                           |                                                   |                                     |  |  |       |  |  | Augusto del Palatinato-Neuburg |  |  |                                      |  |
|                                             |                           | Edvige di Holstein-Gottorp                        | Giovanni Adolfo di Holstein-Gottorp |  |  |       |  |  |                                |  |  |                                      |  |
|                                             |                           | Edvige di Holstein-Gottorp                        | Giovanni Adolfo di Holstein-Gottorp |  |  |       |  |  |                                |  |  |                                      |  |
|                                             |                           | Edvige di Holstein-Gottorp                        | Augusta di Danimarca                |  |  |       |  |  |                                |  |  |                                      |  |
| Teodoro Eustachio del Palatinato-Sulzbach   |                           | Edvige di Holstein-Gottorp                        |                                     |  |  |       |  |  |                                |  |  |                                      |  |
|                                             |                           | Giovanni VII di Nassau-Siegen                     | Giovanni VI di Nassau-Dillenburg    |  |  |       |  |  |                                |  |  |                                      |  |
|                                             |                           | Giovanni VII di Nassau-Siegen                     | Giovanni VI di Nassau-Dillenburg    |  |  |       |  |  |                                |  |  |                                      |  |
|                                             |                           | Giovanni VII di Nassau-Siegen                     | Elisabetta di Leuchtenberg          |  |  |       |  |  |                                |  |  |                                      |  |
| Amalia di Nassau-Siegen                     |                           | Giovanni VII di Nassau-Siegen                     |                                     |  |  |       |  |  |                                |  |  |                                      |  |
|                                             |                           | Margherita di Holstein-Sondenburg-Plön            | …                                   |  |  |       |  |  |                                |  |  |                                      |  |
|                                             |                           | Margherita di Holstein-Sondenburg-Plön            | …                                   |  |  |       |  |  |                                |  |  |                                      |  |
|                                             |                           | Margherita di Holstein-Sondenburg-Plön            | …                                   |  |  |       |  |  |                                |  |  |                                      |  |
| Giovanni Cristiano del Palatinato-Sulzbach  |                           | Margherita di Holstein-Sondenburg-Plön            |                                     |  |  |       |  |  |                                |  |  |                                      |  |
|                                             | Ernesto d'Assia-Rheinfels | Maurizio d'Assia-Kassel                           |                                     |  |  |       |  |  |                                |  |  |                                      |  |
|                                             | Ernesto d'Assia-Rheinfels | Maurizio d'Assia-Kassel                           |                                     |  |  |       |  |  |                                |  |  |                                      |  |
|                                             | Ernesto d'Assia-Rheinfels | Giuliana di Nassau-Dillenburg                     |                                     |  |  |       |  |  |                                |  |  |                                      |  |
| Guglielmo d'Assia-Rotenburg                 | Ernesto d'Assia-Rheinfels |                                                   |                                     |  |  |       |  |  |                                |  |  |                                      |  |
|                                             |                           | Maria Eleonora di Solms-Hohensolms-Lich           | …                                   |  |  |       |  |  |                                |  |  |                                      |  |
|                                             |                           | Maria Eleonora di Solms-Hohensolms-Lich           | …                                   |  |  |       |  |  |                                |  |  |                                      |  |
|                                             |                           | Maria Eleonora di Solms-Hohensolms-Lich           | …                                   |  |  |       |  |  |                                |  |  |                                      |  |
| Maria Eleonora d'Assia-Rotenburg            |                           | Maria Eleonora di Solms-Hohensolms-Lich           |                                     |  |  |       |  |  |                                |  |  |                                      |  |
|                                             |                           | Ferdinando Carlo di Löwenstein-Wertheim-Rochefort | …                                   |  |  |       |  |  |                                |  |  |                                      |  |
|                                             |                           | Ferdinando Carlo di Löwenstein-Wertheim-Rochefort | …                                   |  |  |       |  |  |                                |  |  |                                      |  |
|                                             |                           | Ferdinando Carlo di Löwenstein-Wertheim-Rochefort | …                                   |  |  |       |  |  |                                |  |  |                                      |  |
| Maria Anna di Löwenstein-Wertheim-Rochefort |                           | Ferdinando Carlo di Löwenstein-Wertheim-Rochefort |                                     |  |  |       |  |  |                                |  |  |                                      |  |
|                                             |                           | Anna Maria di Fürstenberg-Heiligenberg            | …                                   |  |  |       |  |  |                                |  |  |                                      |  |
|                                             |                           | Anna Maria di Fürstenberg-Heiligenberg            | …                                   |  |  |       |  |  |                                |  |  |                                      |  |
|                                             |                           | Anna Maria di Fürstenberg-Heiligenberg            | …                                   |  |  |       |  |  |                                |  |  |                                      |  |
|                                             |                           | Anna Maria di Fürstenberg-Heiligenberg            |                                     |  |  |       |  |  |                                |  |  |                                      |  |